# Lowell Observatory Near-Earth-Object Search
Lowell Observatory Near-Earth-Object Search (LONEOS) – wspólny program NASA i Obserwatorium Lowella rozpoczęty w 1993 i kierowany przez dr Teda Bowella. Poszukuje planetoid i komet, które mogą zagrozić Ziemi. W ramach tego przeglądu nieba w latach 1998–2008 odkryto 19 249 planetoidy.